# コシジロガモ
コシジロガモ （腰白鴨、学名:Thalassornis leuconotus）は、カモ目カモ科に分類される鳥類の一種である。本種1種でコシジロガモ属を形成する。

## 分布
アフリカ東部から南部、マダガスカルに分布する。

## 形態
小型のカモで、背中が丸く尾が短いので全体にずんぐりとした体型である。顔の前面から頭頂、後頭部は黒く、それ以外の体の上面は淡い褐色に荒い黒褐色の横帯斑が入る。腰部は白色で、和名の由来となっている。雌雄同色である。
本種は形態的に特殊なため、リュウキュウガモ亜科やオタテガモ亜科に入れられるなど、どの属に分類するか複数の説があった。その後の研究で、現在はリュウキュウガモ亜科に近い独立の亜科とする説が有力になっている。

## 生態
淡水の湖沼に生息する。
繁殖形態は卵生。水辺の水草類の中に営巣し、1腹5-7個の卵を産む。抱卵期間は26-30日で、雌雄とも抱卵する。

## 亜種
以下の2亜種に分類される。
- Thalassornis leuconotus leuconotus コシジロガモ
- Thalassornis leuconotos insularis マダガスカルコシジロガモ

## 保全状態評価
- LEAST CONCERN (IUCN Red List Ver. 3.1 (2001))